# (7028) Tachikawa
(7028) Tachikawa est un astéroïde de la ceinture principale.

## Description
(7028) Tachikawa est un astéroïde de la ceinture principale. Il fut découvert le 5 décembre 1993 à Nyukasa par Masanori Hirasawa et Shohei Suzuki. Il présente une orbite caractérisée par un demi-grand axe de 2,87 UA, une excentricité de 0,07 et une inclinaison de 3,1° par rapport à l'écliptique.

## Compléments